# Векки, Гвидо
Гвидо Эджисто Эдвард Векки (итал. Guido Egisto Edvard Vecchi; 23 января 1910, Мальмё — 17 мая 1997, Гётеборг) — шведский виолончелист и музыкальный педагог итальянского происхождения. Сын виолончелиста Готтардо Векки.
В 1936—1976 гг. концертмейстер группы виолончелей Гётеборгского симфонического оркестра. Выступал также как ансамблевый музыкант, в том числе в составе фортепианного квартета вместе с Бритой Йорт. Для Векки написан ряд произведений шведских композиторов, в том числе Концертная симфония Йосты Нюстрёма (1945), концерт для виолончели с оркестром Бу Линде (1969) и др. Среди учеников Векки, прежде всего, Франс Хельмерсон.
Почётный доктор Гётеборгского университета (1989).